# Campeonato Sudamericano de Baloncesto de 1942
El Campeonato Sudamericano de Baloncesto de 1942 corresponde a la X edición del Campeonato Sudamericano de Baloncesto. Disputado en Santiago de Chile, Chile entre los días 23 y 28 de julio. Fue ganado por Argentina. Cinco países compitieron a pesar de la Segunda Guerra Mundial.

## Resultados

### Ronda previa
|   | Equipo    | Pts | G | P | PF  | PC  | Dif |
| - | --------- | --- | - | - | --- | --- | --- |
| 1 | Argentina | 7   | 3 | 1 | 235 | 169 | +66 |
| 2 | Uruguay   | 7   | 3 | 1 | 149 | 121 | +28 |
| 3 | Chile     | 6   | 2 | 2 | 181 | 202 | -21 |
| 4 | Brasil    | 6   | 2 | 2 | 173 | 170 | +3  |
| 5 | Ecuador   | 4   | 0 | 4 | 169 | 245 | -76 |

| Argentina | 32 - 37 | Uruguay |
| Argentina | 65 - 44 | Chile   |
| Argentina | 44 - 29 | Brasil  |
| Argentina | 94 - 59 | Ecuador |
| Uruguay   | 43 - 29 | Chile   |
| Uruguay   | 33 - 36 | Brasil  |
| Uruguay   | 36 - 24 | Ecuador |
| Chile     | 53 - 48 | Brasil  |
| Chile     | 55 - 46 | Ecuador |
| Brasil    | 60 - 40 | Ecuador |

### Final
| Argentina | 52 - 47 | Uruguay |

| Argentina         |
| Campeón Argentina |
| Cuarto título     |